# Глібки
Глібки́ — село в Україні, у Заслучненській сільській громаді Хмельницького району Хмельницької області. Розташоване на лівому березі річки Бужка, лівої притоки Південного Бугу. Населення становить 233 особи.

## Історія
У 1906 році село Купільської волості Старокостянтинівського повіту Волинської губернії. Відстань від повітового міста 45 верст, від волості 19. Дворів 116, мешканців 755.
Колишній орган місцевого самоврядування — Глібківська сільська рада.

## Релігія
- церква Різдва Пресвятої Богородиці (2003, УГКЦ)

## Люди
В селі народилися
- Єневич Федір Федорович (1905—1976) — доктор філософських наук, професор;
- Коломієць Микола Григорович (1919—1998) — доктор біологічних наук, професор.